# Галлахер, Лиам
Уи́льям Джон Пол Га́ллахер (англ. William John Paul Gallagher; 21 сентября 1972 года, Бернидж, Манчестер, Англия) — британский музыкант, наибольшую известность получивший как вокалист группы Oasis; с 2009 по 2014 год — фронтмен Beady Eye. Его эксцентричное поведение, характерный стиль исполнения и своеобразная осанка являлись постоянным объектом обсуждения прессы. Хотя его брат Ноэл Галлахер писал большую часть песен Oasis, в течение последних нескольких лет в Oasis и Beady Eye Лиам проявил себя и на авторском поприще. Лиам Галлахер — одна из самых заметных фигур направления брит-поп в 1990-х годах — остаётся одним из самых узнаваемых музыкантов в современной британской музыке.

## Биография

### Детство и ранние годы (1972—1993)
Лиам Галлахер родился в Бернидже, в 1972 году, в семье ирландцев Томми и Пегги Галлахер. Он является младшим из трёх сыновей. Его старшие братья, Пол и Ноэл, называли его «наш малыш». Когда Лиам был ребёнком, он также был «Тенью Пегги», так как он всюду следовал за матерью, и «Малышом Уитабикс» («Уитабикс» — фирменное название пшеничных батончиков из спрессованных хлопьев) из-за его любви к овсянке. Отец был алкоголиком и часто поколачивал членов семьи. Как самый младший ребёнок, Лиам воспринимал всё это тяжелее остальных. Когда ему было 14, Пегги забрала мальчиков и ушла от Томми. Ноэл Галлахер говорит, что они не оставили ему «ничего кроме полов».
Пол и Ноэл утверждают, что с юных лет Лиам постоянно искал поводы для драк, особенно с Ноэлем, делившим с ним комнату. Однажды он заявил, что «поколотит всякого, у кого в руках увидит гитару». Ноэл придавал большое значение своему гитарному мастерству, поэтому они постоянно дрались друг с другом. Лиам, большой фанат футбола, болел за «Манчестер Сити» и шотландский футбольный клуб «Селтик».
Пол и Ноэл заявляют, что в детстве Лиам не выказывал интереса к музыке, за исключением того момента, когда он встретил Джейсона Лайвзи, игравшего на гитаре с Яном
Брауном и Джоном Сквайром ещё до основания The Stone Roses, а также увлечения рэпом в середине-конце 1980-х. Сам Лиам заявляет, что ему было наплевать на музыку примерно до того момента, когда в восемнадцать лет он побывал на концерте, посвящённом жертвам СПИДа в клубе International Two в Манчестере. Хотя фаворитами вечера были Jamess, внимание Галлахера обратили на себя именно The Stone Roses. Лиам очень увлёкся и начал слушать таких исполнителей, как The Kinks, The Jam, T.Rex и The Beatles (не без одержимости Джоном Ленноном). Выпустив второй альбом, The Stone Roses пробудили в Лиаме огромное желание создать собственный коллектив, и когда школьный друг Пол МакГиган по прозвищу «Гигси» пригласил Лиама в свою группу The Rain в качестве вокалиста, он согласился, но настоял на переименовании коллектива в «Oasis», так как на тот момент уже существовала ливерпульская группа Rain.
Лиам писал песни совместно с Полом Артурсом по прозвищу «Боунхед», который также играл на гитаре в группе. Ноэл Галлахер открыто насмехался над их «партнёрством», да и сам Лиам признавал их авторскую ущербность. Группа репетировала всего раз в неделю и мало выступала. В 1992 году Ноэл, вернувшийся из тура по Америке с Inspiral Carpets, где он участвовал в качестве гитарного техника, посетил один из редких концертов группы брата. Лиам понимал, что брат намного сильней его в поэтическом искусстве, и поэтому пригласил его в группу.

### Брит-поп и рок-н-ролл (1994—1998)
Под предводительством Ноэла Oasis подписали контракт с независимым лейблом Creation Records и записали дебютный альбом Definitely Maybe, ставший самым быстро продаваемым за всю историю британской музыки. Лиам Галлахер был отмечен за свои вокальные данные, а его своеобразное поведение во время выступлений добавило популярности Oasis. В то же время поведение Лиама привлекло немалое внимание желтой прессы, тут же начавшей сочинять разного рода истории о его склонности к наркотикам и сексуальной распущенности.
В 1994 году, во время первого тура Oasis по США, Лиам часто заменял слова в текстах Ноэла, так, чтобы они становились оскорбительными как для американской публики, так и для самого Ноэла. Противоречия между братьями закончились тем, что Ноэл уехал в Сан-Франциско, а оттуда в Лас-Вегас (предполагается[кем?], что песня «Talk Tonight» написана как раз в то время). Во время записи второго студийного альбома — (What's the Story) Morning Glory? — между ними произошла серьёзная драка, была даже задействована крикетная бита. Причиной конфликта послужило поведение Лиама: изрядно приняв на грудь, он пригласил всех из местного паба в студию, где Ноэл пытался работать. В 1995 году барабанщик Тони МакКэрролл покинул коллектив после драки с Галлахером (каким именно?).
Второй альбом, (What’s the Story) Morning Glory? набрал популярность ещё быстрее дебютной пластинки и попал на третью строчку списка самых продаваемых альбомов в истории британской музыки. Примерно в это же время, не без помощи прессы, Oasis оказались вовлеченными в во вражду с другой командой, играющей в стиле брит-поп — Blur. Группы, лидирующие в одном направлении, но разделённые журналистами на два «лагеря» (Oasis — северная команда, Blur — южная) действительно стали соперниками. Ноэл сыпал саркастическими замечаниями в сторону участников Blur (самая цитируемая фраза из The Observer, где Ноэл высказывает надежду, что Дэймон Албарн и Алекс Джеймс «подхватят СПИД и сдохнут»). Лиам, во время получения награды на BRIT Awards за победу в номинации «Лучший альбом», исковеркал название песни Blur «Parklife», произнеся «Shite-life». На этой же церемонии Oasis, получив награду из рук Майкла Хатченса, «поблагодарили» его грубыми словами. В один день, 14 августа 1995 года, Blur и Oasis выпустили по новому синглу. Музыкальное сообщество во главе с прессой объявило «Битву брит-попа» и начало подсчитывать количество проданных копий синглов обеих групп. Сингл «Country House» Blur одержал победу, так как был продан в количестве 274 000 копии за неделю, а сингл Oasis «Roll with It» — 216 000 копий.
В 1998 году Галлахер ударил головой в лицо Бенджамина Джонса, поклонника Oasis, за попытку сфотографировать участников группы, выходивших из отеля Quay West. В результате удара у пострадавшего был сломан нос. 20-летний парень немедленно обратился в полицию, после чего вокалиста задержали. После уплаты залога в размере 6700 долларов Лиам был отпущен до предварительного слушания по его делу.

### Beady Eye
28 августа 2009 года Ноэл Галлахер объявил об уходе из группы, по причине того, что он «больше не способен находиться с Лиамом на одной сцене». По неофициальной информации, такое решение было связано с очередным конфликтом, на этот раз произошедшим между братьями перед концертом в Париже. 8 октября 2009 года Лиам Галлахер объявил об официальном распаде Oasis. 9 ноября 2009 года газета The Sun сообщила, что на своей вечеринке Лиам Галлахер якобы предложил Майлзу Кейну стать участником его новой команды Beady Eye. Через несколько дней Кейн подтвердил эту информацию, добавив, что их с Лиамом объединяет любовь к Джону Леннону.
В начале 2011 года вышел дебютный альбом Beady Eye — Different Gear, Still Speeding, 12 марта поднявшийся до 3-го места в UK Albums Chart.
Лиам Галлахер, сравнив Different Gear, Still Speeding с дебютным альбомом Oasis Definitely Maybe, заявил, что считает новую пластинку своей лучшей работой. Beady Eye отправились в небольшой тур по Великобритании и Европе. 13 августа 2012 года группа выступила на церемонии закрытия Летних Олимпийских игр в Лондоне. 10 апреля 2013 года Лиам Галлахер объявил, что релиз второго альбома Beady Eye под названием BE намечен на 10 июня 2013 года. Продюсером стал Дэйв Ситек, уже работавший с группами Yeah Yeah Yeahs, TV on the Radio и Jane’s Addiction. Первый сингл с новой пластинки, «Second Bite of the Apple», был выпущен в мае 2013 года. 24 октября 2014 года Галлахер официально заявил о распаде коллектива в своем твиттере:
«Beady Eye больше не существует. Спасибо всем за поддержку. LG x»

### Сольная карьера
В июне 2017 года Галлахер принял участие в концерте «One Love Manchester», посвящённом жертвам майского теракта на Манчестер-Арене. За лето были проведены концерты на фестивалях Rock am Ring, Гластонбери, EXIT, Benicàssim и Lollapalooza (на последнем Лиам прервал выступление на 20-й минуте, удалившись за кулисы; впоследствии он извинился, сославшись на проблемы с горлом).
6 октября 2017 года вышел сольный альбом Галлахера As You Were, предваряемый синглами «Wall of Glass», «Chinatown» и «For What It’s Worth» (последнюю песню Лиам представил так: «Я сделал кучу ошибок… Полагаю, это своего рода извинение, кому бы то ни было. Я злил многих людей»). Альбом получил положительные отзывы и дебютировал на вершине британского чарта. В первую же неделю было продано 103 000 копий (обойдя суммарные продажи остальных альбомов Топ-10 вместе взятые); помимо этого, был побит 20-летний рекорд продаж виниловых копий альбома в течение недели, было продано 16 000 копий альбома.
В 2019 году выступил на фестивале Гластонбери. В том же году он выпустил второй сольный альбом Why Me? Why Not.
В феврале 2022 года выпустил песню, написанную совместно с Дэйвом Гролом, под названием «Everything’s Electric».

## Личная жизнь
В 1997 году женился на актрисе Пэтси Кенсит. 13 сентября 1999 года у супругов родился сын, Леннон Фрэнсис — Лиам сам выбрал имя. Спустя год Кенсит и Галлахер развелись.
После развода Пэтси Кенсит была вынуждена обратиться к помощи преступного мира, чтобы Лиам больше не досаждал ей своим хулиганским поведением. Кенсит попросила известного бандита Фредди Формана «припугнуть» рок-звезду и заставить его успокоиться.
В 1998 году, спустя год после свадьбы Лиама с Пэтси, модель и певица Лиза Муриш родила девочку, Молли. Хотя Муриш и утверждала поначалу, что отцом ребёнка был ударник группы Elastica Джастин Уэлч, позже она призналась, что Молли — от Лиама Галлахера. Он признал дочку и выплачивает алименты на её содержание.
Согласно проведённому в Великобритании опросу, Лиам Галлахер был признан худшим папашей 2001 года.
В июле 2001 года у бывшей участницы поп-группы All Saints Николь Эпплтон и Лиама Галлахера родился сын, Джин Эпплтон Галлахер. Пара узаконила отношения только спустя семь лет, 14 февраля 2008 года в Лондоне, в том же самом месте, где в своё время Лиам женился на Пэтси Кенсит. 9 апреля 2014 года Николь и Лиам официально развелись. Причиной стала измена Галлахера. Благодаря госуслуге «Быстрый развод» процесс расторжения брака занял 68 секунд.
В 2010 году у Лиама Галлахера и американской журналистки Лизы Горбани, бравшей у музыканта интервью для The New York Times, начался роман. В январе 2013 года Горбани родила от Галлахера дочь, Джемму, и журналистка подала иск в суд на алименты. Лиам согласился выплачивать алименты ещё до начала очередного судебного заседания.

## Дискография
- As You Were (2017)
- Why Me? Why Not. (2019)
- Acoustic Sessions (2020)
- MTV Unplugged (Liam Gallagher's iconic MTV Unplugged performance live from Hull City) (2020)
- Down By The River Thames (Live) (2022)
- C'mon You Know (2022)
- Knebworth 22 (Live) (2023)
- Liam Gallagher John Squire (2024)